# O'Leary Peak
O'Leary Peak är en bergstopp i Antarktis. Den ligger i Västantarktis. Nya Zeeland gör anspråk på området. Toppen på O'Leary Peak är 1 040 meter över havet.
Terrängen runt O'Leary Peak är huvudsakligen kuperad, men söderut är den bergig. Trakten är obefolkad. Det finns inga samhällen i närheten.